# Marumba nympha
Marumba nympha är en fjärilsart som beskrevs av Rothschild och Jordan 1903. Marumba nympha ingår i släktet Marumba och familjen svärmare. Inga underarter finns listade i Catalogue of Life.